# The Script
The Script — ирландская рок-группа.

## История
Группа была образована Дэнни О'Донохью (лид-вокал и клавишные) и Марком Шиханом (гитара и вокал), ранее выступавшими в составе группы Mytown. Дебютный альбом Mytown был провальным, и после распада группы Дэнни и Марк переехали в США, где занимались продюсерской деятельностью с такими исполнителями как The Neptunes, Rodney Jerkins, Teddy Riley и Dallas Austin, а спустя несколько лет, решив создать новую группу, вернулись на родину, в Дублин, где к ним присоединился барабанщик Глен Пауэр в 2004 году.Они начали работать вместе в 2005 и назвали группу The Script.
Весной 2007 года ими был подписан контракт с лейблом Phonogenic. Их дебютный сингл «We Cry», вышедший только через год (25 апреля 2008 года), попал в ротацию на все самые популярные радиостанции Великобритании, принеся группе долгожданную известность. А следующий сингл «The Man Who Can’t Be Moved» был еще более успешным, заняв 2-е и 3-е места в британском и ирландском чартах соответственно, тем самым позволив группе громко заявить о себе, как об очень перспективных новичках на британской поп-рок сцене.
В августе 2008 года вышел их дебютный (в новом составе) альбом The Script, который сразу же занял первую строчку в рейтинге самых продаваемых альбомов Великобритании и Ирландии.
В июле 2010 года группа объявляют о выпуске второго студийного альбома Science & Faith. Лид-сингл «For the First Time» выходит в августе; релиз альбома состоялся в сентябре.
В конце ноября 2011 года, после окончания Science & Faith Tour, The Script сообщают о том что идет работа над новым альбомом под названием #3. Альбом вышел 7 сентября 2012 года, после выпуска сингла «Hall of Fame». Сингл достиг первого места в официальном хит-параде Великобритании, продержавшись на вершине две недели.
Песни группы были использованы  популярных телесериалах, как «90210: Новое поколение», «Говорящая с призраками», «Дневники вампира» и других.

## Состав группы
- Дэнни О'Донохью — лид-вокал, клавишные, гитара (с 2005 года)
- Марк Шихан — гитара, бэк-вокал (2005–2023; умер в 2023)
- Глен Пауэр — ударные, бэк-вокал (с 2005 года)

## Дискография

### Студийные альбомы
| Год                                           | Название | Высшие позиции в чартах | Высшие позиции в чартах | Высшие позиции в чартах | Высшие позиции в чартах | Высшие позиции в чартах | Высшие позиции в чартах | Высшие позиции в чартах | Высшие позиции в чартах | Высшие позиции в чартах | Высшие позиции в чартах | Сертификация                                               |
| Год                                           | Название | IRL                     | AUS                     | DK                      | GER                     | NLD                     | NZ                      | SWE                     | SWI                     | UK                      | US                      | Сертификация                                               |
| --------------------------------------------- | --- | ----------------------- | ----------------------- | ----------------------- | ----------------------- | ----------------------- | ----------------------- | ----------------------- | ----------------------- | ----------------------- | ----------------------- | ---------------------------------------------------------- |
| 2008                                          | The Script - Выпуск: 8 августа 2008 - Лейбл: Sony Music Entertainment - Форматы: CD, цифровая дистрибуция          | 1                       | 9                       | 15                      | 32                      | 25                      | 15                      | 6                       | 16                      | 1                       | 64                      | - AUS: Платиновый - IRL: 5× платиновый - UK: 2× платиновый |
| 2010                                          | Science & Faith - Выпуск: 10 сентября 2010 - Лейбл: Sony Music Entertainment - Форматы: CD, цифровая дистрибуция   | 1                       | 2                       | 23                      | 40                      | 14                      | 15                      | 52                      | 15                      | 1                       | 3                       | - AUS: Золотой - IRL: 5× платиновый - UK: Платиновый       |
| 2012                                          | #3 - Выпуск: 7 сентября 2012 - Лейбл: Phonogenic - Форматы: CD, цифровая дистрибуция                               | 1                       | 9                       | 32                      | 11                      | 8                       | 11                      | —                       | 4                       | 2                       | 13                      | - AUS: Золотой - IRL: Платиновый                           |
| 2014                                          | No Sound Without Silence - Выпуск: 12 сентября 2014 - Лейбл: Columbia - Форматы: CD, цифровая дистрибуция          | —                       | —                       | —                       | —                       | —                       | —                       | —                       | —                       | —                       | —                       |                                                            |
| «—» означает, что релиз отсутствовал в чарте. | |                         |                         |                         |                         |                         |                         |                         |                         |                         |                         |                                                            |
| 2017                                          | Freedom Child - Выпуск: 1 сентября 2017 - Лейбл: Columbia - Форматы: CD, цифровая дистрибуция                      |                         |                         |                         |                         |                         |                         |                         |                         |                         |                         |                                                            |
| 2019                                          | Sunsets & Full Moons - Выпуск: 8 ноября 2019 - Лейбл: Sony Music Entertainment - Форматы: CD, цифровая дистрибуция |                         |                         |                         |                         |                         |                         |                         |                         |                         |                         |                                                            |

### Синглы
| Год                                           | Название                   | Высшие позиции в чартах | Высшие позиции в чартах | Высшие позиции в чартах | Высшие позиции в чартах | Высшие позиции в чартах | Высшие позиции в чартах | Высшие позиции в чартах | Высшие позиции в чартах | Высшие позиции в чартах | Высшие позиции в чартах | Сертификация                                                                  | Альбом                   |
| Год                                           | Название                   | IRL                     | AUS                     | DK                      | GER                     | NLD                     | NZ                      | SWE                     | SWI                     | UK                      | US                      | Сертификация                                                                  | Альбом                   |
| --------------------------------------------- | -------------------------- | ----------------------- | ----------------------- | ----------------------- | ----------------------- | ----------------------- | ----------------------- | ----------------------- | ----------------------- | ----------------------- | ----------------------- | ----------------------------------------------------------------------------- | ------------------------ |
| 2008                                          | We Cry                     | 9                       | 82                      | —                       | 61                      | —                       | —                       | 25                      | 56                      | 15                      | —                       |                                                                               | The Script               |
| 2008                                          | The Man Who Can't Be Moved | 2                       | 44                      | 2                       | 28                      | 50                      | 19                      | 28                      | 17                      | 2                       | 86                      | - AUS: Золотой - DK: Платиновый - UK: Серебряный - US: Золотой                | The Script               |
| 2008                                          | Breakeven                  | 10                      | 3                       | —                       | 71                      | 48                      | —                       | —                       | 66                      | 21                      | 12                      | - AUS: Платиновый - US: 2× платиновый                                         | The Script               |
| 2009                                          | Talk You Down              | 19                      | —                       | —                       | —                       | —                       | —                       | —                       | —                       | 47                      | —                       |                                                                               | The Script               |
| 2009                                          | Before the Worst           | 37                      | 10                      | —                       | —                       | —                       | —                       | —                       | —                       | 96                      | —                       | - AUS: Золотой                                                                | The Script               |
| 2010                                          | For the First Time         | 1                       | 12                      | 39                      | 83                      | 25                      | 20                      | —                       | 37                      | 4                       | 23                      | - AUS: Платиновый - US: Платиновый                                            | Science & Faith          |
| 2010                                          | Nothing                    | 15                      | 50                      | —                       | —                       | 12                      | 32                      | —                       | —                       | 42                      | 32                      | - NZ: Золотой - US: Золотой                                                   | Science & Faith          |
| 2011                                          | If You Ever Come Back      | —                       | 47                      | —                       | —                       | —                       | 29                      | —                       | —                       | —                       | —                       |                                                                               | Science & Faith          |
| 2011                                          | Science & Faith            | —                       | —                       | —                       | —                       | —                       | —                       | —                       | —                       | —                       | —                       |                                                                               | Science & Faith          |
| 2012                                          | Hall of Fame               | 1                       | 4                       | 11                      | 2                       | 16                      | 3                       | —                       | 4                       | 1                       | 26                      | - AUS: 4× платиновый - DK: 2× платиновый - NZ: 2× платиновый - US: Платиновый | #3                       |
| 2012                                          | Six Degrees of Separation  | 25                      | 31                      | —                       | —                       | 32                      | —                       | —                       | —                       | 32                      | —                       | - AUS: Золотой                                                                | #3                       |
| 2013                                          | If You Could See Me Now    | 13                      | 34                      | —                       | 45                      | 21                      | 11                      | —                       | —                       | 20                      | —                       | - NZ:Золотой                                                                  | #3                       |
| 2013                                          | Millionaires               | 74                      | —                       | —                       | —                       | —                       | —                       | —                       | —                       | 91                      | —                       |                                                                               | #3                       |
| 2014                                          | Superheroes                | 1                       | 7                       | 18                      | 8                       | 10                      | 14                      | 18                      | 8                       | 3                       | 73                      |                                                                               | No Sound Without Silence |
| 2014                                          | No Good In Goodbye         | 62                      | 93                      | 14                      | —                       | 35                      | —                       | —                       | —                       | 26                      | —                       |                                                                               | No Sound Without Silence |
| 2015                                          | Man on a Wire              | —                       | —                       | —                       | —                       | —                       | —                       | —                       | —                       | —                       | —                       |                                                                               | No Sound Without Silence |
| «—» означает, что релиз отсутствовал в чарте. |                            |                         |                         |                         |                         |                         |                         |                         |                         |                         |                         |                                                                               |                          |

## Туры
- Science & Faith Tour (2010-2011)
- #3 World Tour (2012-2013)
- No Sound Without Silence Tour (2014-2015)
- Freedom Child Tour (2017-2018)